# Клан Бортвик
Бортвик — один из кланов равнинной части Шотландии.

## История

### Происхождение клана
Семейство Бортвик, одно из самых древних в Шотландии, происходит из Венгрии и прибыло в Шотландию в свите Маргарет Этэлинг, святой Маргарет, которая вышла замуж за Малькольма Канмора в 1071 году. Её мать была дочерью короля Венгрии, и основателю рода или его потомкам пожаловали земли в южной Шотландии, к северу от верхнего Тевиотдейла, известные как Эттрикский лес. В 1330 году сэр Уильям Бортвик присоединился к лорду Джеймсу Дугласу в его крестовом походе с сердцем Брюса, но после их гибельного столкновения с маврами в Испании возвратился домой. В результате этого столкновения с маврами он, как следует из семейного предания, убил вождя сарацин, и поэтому голова мавра до сих пор изображена на гербе главного семейства. 

### XV век
Между 1357 и 1367 гг. Томас де Бортвик получил земли Бортвика между Селкерком и Роксборо в районе Лодера в Берикшире. Примерно в 1378 году семейство приобрело земли Каткьюн в Лотиане, но позже они отобрали у Хэев намного более богатое владение Локэруорт и там около 1430 года построили величественный замок Бортвик. В 1420 году сэр Уильям Бортвик был капитаном Эдинбургского замка. 
Сэр Уильям Бортвик владел значительными землями в Мидлотиане и на шотландских границах и получил хартию, подтверждающую владение землями Бортвика, примерно в 1410 году. По названию этих земель клан и получил свое название. 
Уильям Бортвик, 1-й лорд Бортвик, был одним из дворян, которые были отправлены в качестве заложников для выкупа Джеймса I в Шотландии в 1425 году. Он отвечал за строительство того, что сейчас является одним из самых впечатляющих укреплённых жилищ в Шотландии, замка Бортвик, который находится в собственности семьи Бортвиков. Первый лорд Бортвик умер до 1458 года и похоронен в гробнице в старой церкви Бортвика.

### XVI век
Во время англо-шотландских войн клан Бортвик сражался на стороне короля Шотландии Джеймса IV в битве при Флоддене в 1513 году. Уильям, 4-й лорд Бортвик, был убит в сражении при Флоддене в 1513 году, после которого его сын, Уильям (ум.1543), охранял юного короля Якова V в Стерлингском замке.
Джон, лорд Бортвик был противником Реформации Церкви Шотландии и сторонником Марии де Гиз. Однако его приверженность церкви не означала, что он поддерживает церковную иерархию и в 1547 году он был отлучен от церкви за неуважение к церковному суду престола святого Андрея. Офицер двора, Уильям Лэнглендс, был направлен, чтобы доставить письма об отлучении от церкви Бортвику, но был захвачен людьми Бортвика и заперт в мельнице к северу от замка. Позже они заставили его съесть письма, предварительно вымочив их в вине.  Его отправили обратно с предупреждением, что с любыми другими письмами они поступят так же. 
Сын Джона, Уильям, был близким другом и доверенным лицом Марии, королевы шотландцев. Мария укрывалась в клане Бортвик вместе со своим мужем, Джеймсом Хепберном, 4-м графом Ботуэллом, но была вынуждена бежать, когда подошли силы под руководством Джеймса Стюарта, графа Морея.  
В 1573 году Дэвид Бортвик из Лоххилла стал адвокатом короля или главным юрисконсультом.] Однако не все Бортвики были дворянами. Роберт Бортвик был главным стрелком Джеймса IV в Шотландии в 1509 году и, как говорят, бросил семь великих пушек, которые назывались Семь Сестер. 

### XVII век
Во время Войн трёх королевств Бортвики поддерживали дело роялистов и их замок был осажден после битвы при Данбаре(1650). Крепость была избавлена от разрушения, когда Оливер Кромвель предложил лорду Бортвику условия капитуляции, которые он принял.

### XVIII век
В 1762 году Палата лордов признала Генри Бортвика из Нитхорна наследником первого лорда мужского пола. Однако, хотя он и принял титул, он умер без наследников спустя 10 лет. В течение XVIII и XIX веков различные ветви семьи оспаривали линию наследования пока в 1986 году суд лорда Лиона не признал майора Джона Бортвика вождем клана Бортвик. Он также стал 23-м лордом Бортвиком в Шотландии. Его сын Джон Хью Бортвик стал 24-м лордом Бортвиком за три месяца до своей смерти.

## Клановый замок

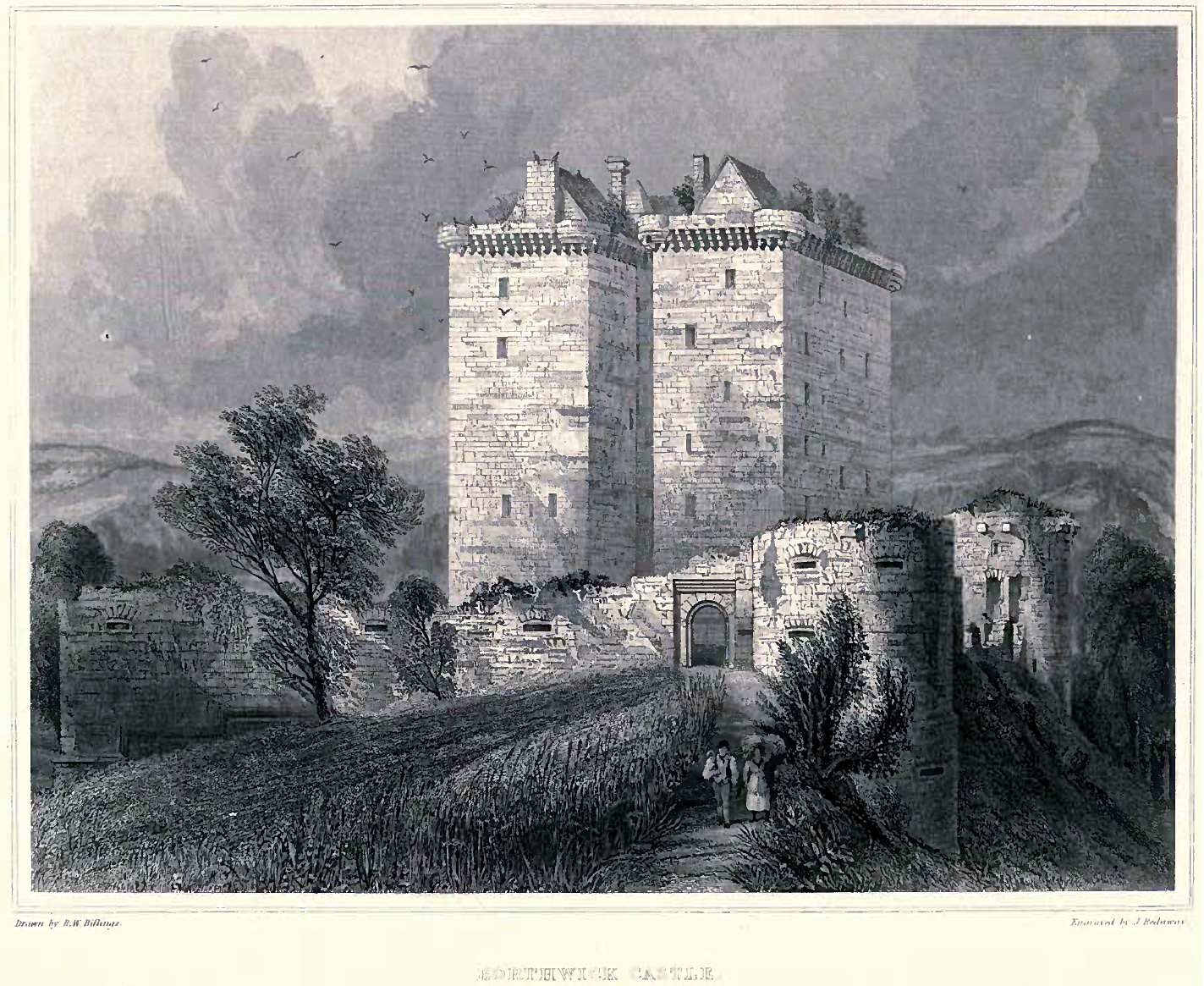
Замок Бортвик

Замок Бортвик - вожди клана Бортвик всегда жили в замке Бортвик.

## Вождь клана
Джон Хью Бортвик, 24-й лорд Бортвик, вождь имени и оружия Бортвика, 18-й из Крукстона, барон Хериотмуира.